# جيمس بروك (لاعب كريكت)
جيمس بروك (1 فبراير 1897 - 3 مارس 1989) (بالإنجليزية: James Brook)‏ هو لاعب كريكت بريطاني وبريطاني (وحمل سابقاً جنسية المملكة المتحدة لبريطانيا العظمى وأيرلندا).